# Freyssenet
Freyssenet är en kommun i departementet Ardèche i regionen Auvergne-Rhône-Alpes i sydöstra Frankrike. Kommunen ligger  i kantonen Privas som ligger i arrondissementet Privas. År 2022 hade Freyssenet 46 invånare.

## Befolkningsutveckling
Antalet invånare i kommunen Freyssenet
Referens: INSEE